# Giacomo Beretta
Giacomo Beretta (* 14. března 1992, Varese, Itálie) je italský fotbalový útočník hrající za druholigový klub Calcio Padova. Mládežnických letech reprezentoval Itálii.

## Přestupy
- - z UC AlbinoLeffe do AC Milán za 1 900 000 Euro
  - z AC Milán do Foggia Calcio zadarmo

## Statistiky
| Sezóna  | Klub                  | Liga    | Liga   | Liga | Ligové poháry | Ligové poháry | Ligové poháry | Kontinentální poháry | Kontinentální poháry | Kontinentální poháry | Celkem | Celkem |
| Sezóna  | Klub                  | Soutěž  | Zápasy | Góly | Soutěž        | Zápasy        | Góly          | Soutěž               | Zápasy               | Góly                 | Zápasy | Góly   |
| ------- | --------------------- | ------- | ------ | ---- | ------------- | ------------- | ------------- | -------------------- | -------------------- | -------------------- | ------ | ------ |
| 2010/11 | AC Milan              | Serie A | 1      | 0    | IP            | 0             | 0             | LM                   | 0                    | 0                    | 1      | 0      |
| 2011/12 | Ascoli Calcio 1898    | Serie B | 14     | 1    | IP            | 2             | 2             | -                    | 0                    | 0                    | 16     | 3      |
| 2012    | SS Juve Stabia        | Serie B | 8      | 0    | -             | 0             | 0             | -                    | 0                    | 0                    | 8      | 0      |
| 2012/13 | AC Pavia              | Serie C | 29     | 10   | IP            | 0             | 0             | -                    | 0                    | 0                    | 29     | 10     |
| 2013/14 | US Lecce              | Serie C | 30     | 5    | IP            | 0             | 0             | -                    | 0                    | 0                    | 30     | 5      |
| 2014/15 | FC Pro Vercelli 1892  | Serie B | 25     | 3    | -             | 0             | 0             | -                    | 0                    | 0                    | 25     | 3      |
| 2015/16 | FC Pro Vercelli 1892  | Serie B | 34     | 5    | IP            | 0             | 0             | -                    | 0                    | 0                    | 34     | 5      |
| 2016/17 | Virtus Entella        | Serie B | 8      | 0    | -             | 0             | 0             | -                    | 0                    | 0                    | 8      | 0      |
| 2017    | Carpi FC 1909         | Serie B | 15     | 1    | -             | 0             | 0             | -                    | 0                    | 0                    | 15     | 1      |
| 2017/18 | Foggia Calcio         | Serie B | 28     | 7    | IP            | 0             | 0             | -                    | 0                    | 0                    | 28     | 7      |
| 2018/19 | Ascoli Calcio 1898 FC | Serie B | 23     | 3    | IP            | 1             | 0             | -                    | 0                    | 0                    | 24     | 3      |
| 2019/20 | Ascoli Calcio 1898 FC | Serie B | 6      | 0    | IP            | 1             | 1             | -                    | 0                    | 0                    | 7      | 1      |
| 2020/21 | Calcio Padova         | Serie B | ?      | ?    | IP            | ?             | ?             | -                    | 0                    | 0                    | ?      | ?      |
| Celkově | Celkově               | Celkově | 221    | 35   | -             | 5             | 4             | -                    | 0                    | 0                    | 226    | 39     |

## Úspěchy

### Klubové
- 1× vítěz italské ligy (2010/11)